# Plebiscito delle province lombarde del 1848
Il plebiscito delle province lombarde del 1848 si svolse nel maggio 1848 nelle province lombarde del Lombardo-Veneto liberate dalla occupazione austriaca e sancì la fusione con il Regno di Sardegna.

## La votazione
Dopo le Cinque giornate di Milano, il governo provvisorio della Lombardia, di tendenza aristocratico-liberale albertista, stabilì la modalità di votazione con decreto del 12 maggio 1848.
La votazione, che riguardava gli abitanti maschi maggiori di 21 anni, era palese e si effettuava tramite la firma in appositi registri presso le parrocchie; i registri contenevano due elenchi distinti con le seguenti indicazioni:
- Per l'unione immediata. Noi sottoscritti, obbedendo alla suprema necessità che l'Italia intiera sia liberata dallo straniero, e all'intento principale di continuare la guerra dell'indipendenza colla maggiore efficacia possibile, come Lombardi in nome e per l'interesse di queste provincie, e come Italiani per l'interesse di tutta la nazione, votiamo fin d'ora l'immediata fusione delle provincie lombarde cogli Stati Sardi, sempreché sulle basi del suffragio universale sia convocata negli anzidetti paesi e in tutti gli altri aderenti a tale fusione, una comuna Assemblea Costituente, la quale discuta e stabilisca le basi e le forme d'una nuova monarchia costituzionale colla dinastia di Savoja.
- Per la dilazione del voto. Noi sottoscritti, non riconoscendo l'urgenza di prendere subito una determinazione, intendiamo che sia rimessa a causa vinta la discussione dei nostri destini politici.

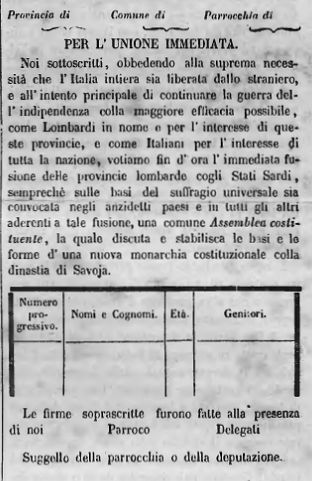
Modello per la votazione favorevole all'annessione agli Stati Sardi
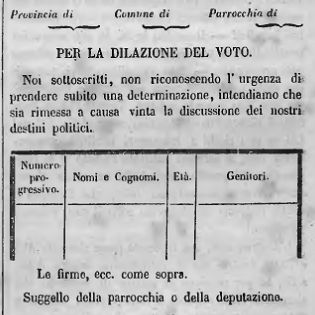
Modello per l'elenco dei favorevoli al rinvio della decisione

Era prevista la possibilità di firmare i registri fino al 29 maggio.

## L'opposizione
Dopo la pubblicazione della legge, venne pubblicata una Protesta contro la legge del 12 maggio che accusava il governo provvisorio di aver tradito il proprio mandato (sia per le modalità di voto tramite registri sia per la limitazione alle sole due opzioni stabilite) con i seguenti firmatari, principalmente di area repubblicana:
- avvocati Giunio Bazzoni e Pompeo Ferrario (Associazione Sovranità Popolare)
- Giuseppe Mazzini, Associazione Nazionale Italiana
- Giuseppe Sirtori
- Enrico Gallardi
- Ercole Porro, Società Repubblicana
- Pietro Maestri
- Romolo Griffini, Voce del popolo
- Fortunato Urbino, presidente della Società per la Rigenerazione intellettuale del Popolo Italiano
- Giuseppe Piolti
- Carlo Baravalle, L'Emancipazione
- avvocato Antonio Negri, Il Repubblicano
- Carlo Tenca, direttore della Rivista Europea
- Filippo De Boni
- Salvatore Barbi
- Giuseppe Perini
- Giuseppe Revere
- Emilio Visconti Venosta
- Riccardo Ceroni
- Gaspare Belcredi
- Enrico Cernuschi
- Andrea Rota Negroni
- Emilio Perelli
- Francesco Brioschi

Il 28 maggio ci fu una manifestazione di fronte al palazzo del governo per ottenere garanzie sul mantenimento della Guardia Nazionale e delle libertà di stampa e di associazione anche in caso di adesione al Piemonte, aggiungendo la richiesta del mantenimento del suffragio universale. Il governo si limitò a garantire tali libertà fino alla prima convocazione dell'assemblea costituente che sarebbe stata nominata con suffragio universale.
Il 29 maggio, ultimo giorno delle votazioni, Fortunato Urbino cercò di sfruttare il malcontento di alcuni per costringere il governo alle dimissioni e instaurare un governo repubblicano (come ministri si fecero i nomi di Urbino, Cernuschi, Carlo Cattaneo, Romani, Brescianini, Guerrieri, Anelli e Pompeo Litta), ma il suo intervento non ebbe successo. Secondo la ricostruzione di Carlo Cattaneo, l'azione dell'Urbino favorì il governo provvisorio che sfruttò l'accaduto per accusarlo di essere al soldo degli austriaci.

## Risultati

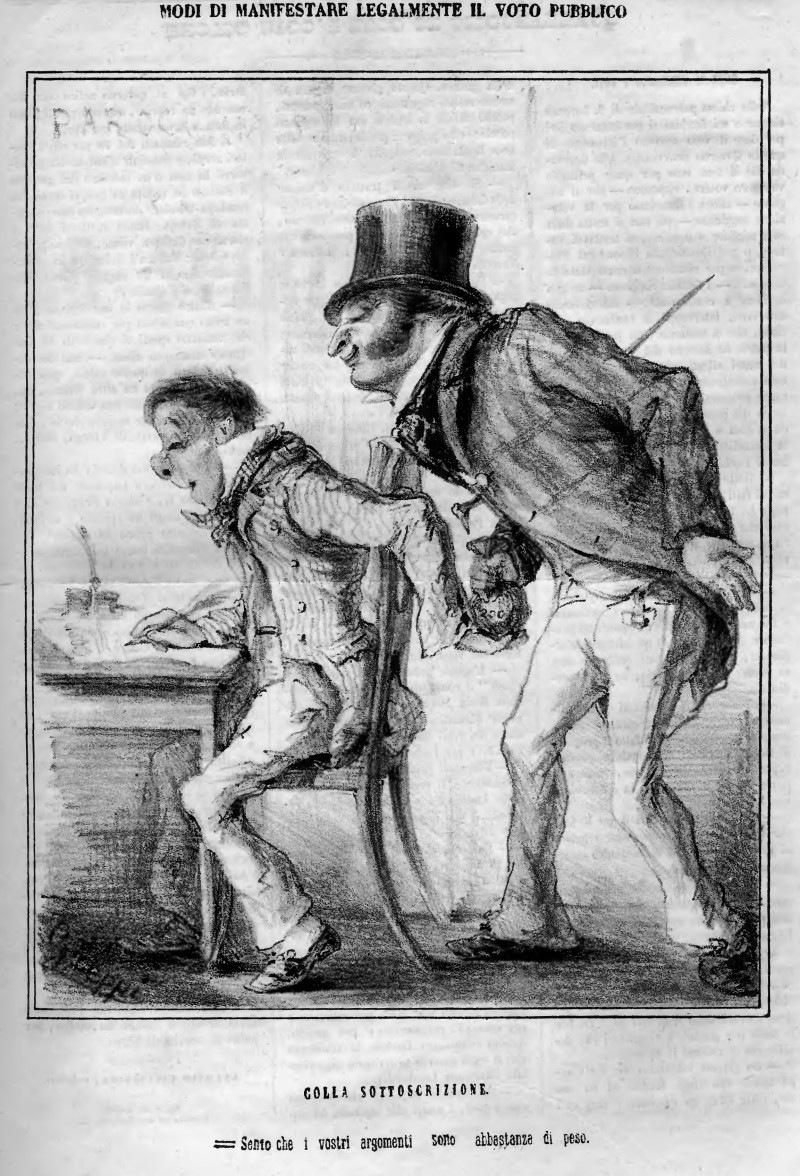
Modi di manifestare legalmente il voto pubblico colla sottoscrizione (da Lo spirito folletto)

L'8 giugno si concluse lo «spoglio dei registri contenenti le sottoscrizioni degli abitanti di tutte le parrocchie della Lombardia sgombra del nemico, dei cittadini militanti nelle truppe regolari e ne' corpi de' volontari sul territorio lombardo e sul Veneto» ad opera dei notai Tommaso Grossi e Giuseppe Alberti.
Il risultato ufficiale dello spoglio vide una netta maggioranza. I risultati comprendevano anche voti di militari.
| Risultati     | Risultati                                 | Numero  | %      |
| ------------- | ----------------------------------------- | ------- | ------ |
|               | Per la fusione immediata agli Stati sardi | 561 002 | 99,88% |
|               | Per la dilazione del voto                 | 681     | 0,12%  |
|               |                                           |         |        |
| Iscritti      | Iscritti                                  | 661 626 |        |
| ↳ Votanti     | ↳ Votanti                                 | n.d.    | n.d.   |
| ↳ Voti validi | ↳ Voti validi                             | 561 683 | n.d.   |
| ↳ Voti nulli  | ↳ Voti nulli                              | n.d.    | n.d.   |

| Provincia    | Popolazione | Popolazione | Popolazione | Fra i maschi | Fra i maschi |         | Voti per  | Voti per |
| Provincia    | maschi      | femmine     | totale      | minore       | maggiore     | fusione | dilazione |          |
| ------------ | ----------- | ----------- | ----------- | ------------ | ------------ | ------- | --------- | -------- |
| Bergamo      | 187374      | 184970      | 372344      | 94640        | 92734        | 77514   | 44        |          |
| Brescia      | 175421      | 177650      | 353071      | 88603        | 86818        | 85334   | 35        |          |
| Como         | 205814      | 202980      | 408794      | 103954       | 101860       | 81231   | 106       |          |
| Cremona      | 101212      | 101329      | 202541      | 51120        | 50092        | 47163   | 24        |          |
| Lodi e Crema | 108691      | 109618      | 218309      | 54898        | 53793        | 46860   | 69        |          |
| Mantova      | 131424      | 131285      | 262709      | 66381        | 65043        | 36236   | 63        |          |
| Milano       | 294841      | 288043      | 582884      | 148920       | 145921       | 129958  | 328       |          |
| Pavia        | 84153       | 85390       | 169543      | 42505        | 41648        | 36523   | 9         |          |
| Sondrio      | 47922       | 48222       | 96144       | 24205        | 23717        | 20183   | 3         |          |
| Totale       | 1336852     | 1329487     | 2666339     | 675226       | 661626       | 561002  | 681       |          |

Venne rinnovato l'impegno a mantenere «sino alla riunione della comune Assemblea Costituente» la guardia nazionale e le libertà di stampa e d'associazione; l'Assemblea costituente sarebbe stata nominata a suffragio universale.
Nei giorni del voto si ebbero contestazioni sul numero ufficiale degli aventi diritto al voto: a Milano vennero inizialmente indicati 30.000 aventi diritto, ma si ebbero 32.600 sottoscrizioni; il numero degli aventi diritto fu allora corretto in 34.000, ma altre fonti indicarono un numero di astenuti maggiore di quello ufficiale.

## Consegna dei risultati a Carlo Alberto

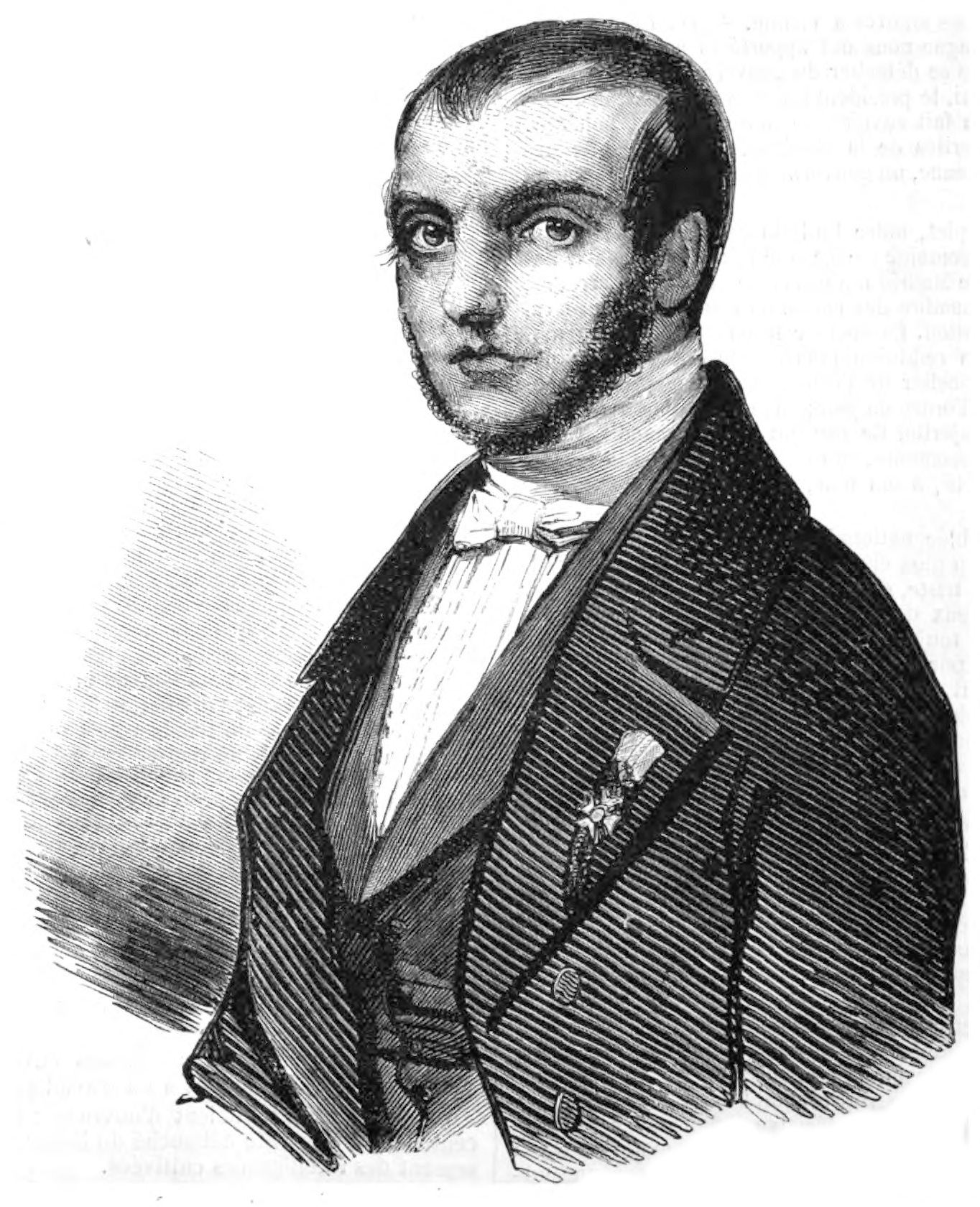
Gabrio Casati nel 1848

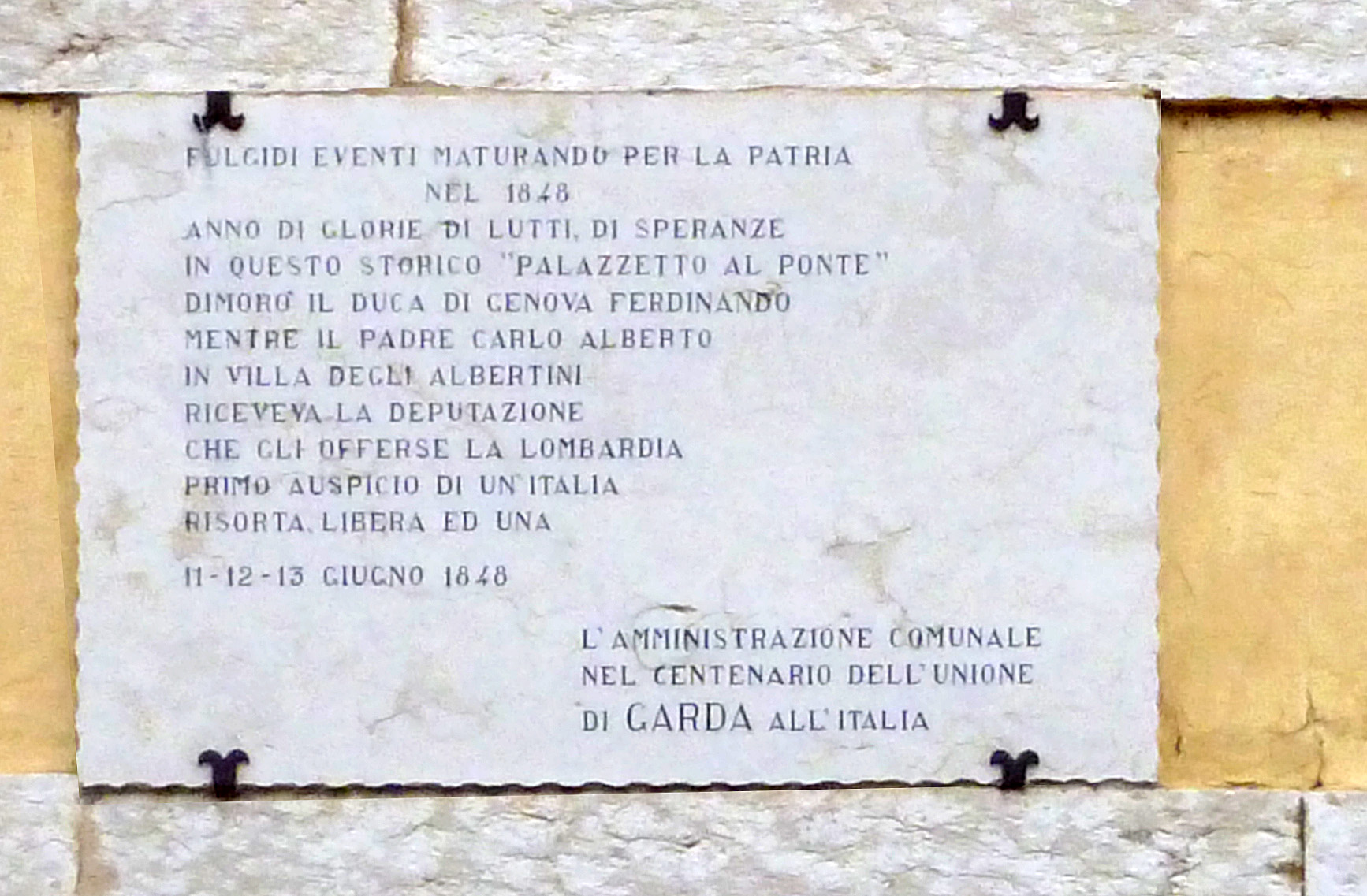
Targa a ricordo dell'incontro del 1848 sul Lago di Garda

Il podestà di Milano Gabrio Casati guidò la delegazione che consegnò i risultati a Carlo Alberto di Savoia il giorno 11 giugno sul lago di Garda.
Il popolo Lombardo ha pronunciato sulle proprie sorti, e noi abbiamo l'onore di presentare alla M. V. l'atto solenne, che raccoglie e suggella il voto delle provincie Lombarde sgombre dal nemico per l'immediata loro fusione con gli Stati Sardi, secondo la condizione posta nella formola del voto stesso.
Sire! Il popolo Lombardo attende con impazienza che le Camere Sarde e il Governo di V. M. rendano efficace il voto da lui pronunciato.
Due grandi e nobili parti dell'Italiana famiglia, congiunte per l'origine, per gli interessi, per gli animi, e fin qui deplorabilmente divise dalla legge dei casi, stanno per avverare il voto di tanti secoli, sotto gli auspicj della M. V.: stanno per effettuare un'unione ch'è compiuta nei cuori. La M. V. è degna di comprendere, di sentire tutta la solennità di questo momento, che inizia un'era nuova nella Storia dell'Italia libera ed unita.
Sire! Il popolo Lombardo, che nella M. V. saluta riconoscente il Capitano del valoroso esercito, accorso a compier l'opera dell'italiano riscatto, è lieto di raccogliersi coi suoi fratelli degli Stati Sardi, sotto il costituzionale vostro scettro.
Ma questo popolo, quanto ama l'ordine senza di cui civile reggimento non può essere, altrettanto ama quella libertà che ha conquistato col proprio sangue, e senza di cui, a questi giorni, un popolo non può dirsi civile.
Sire! L'altezza del vostro animo ci sta in fede che voi apprezzerete questo nobile sentimento del popolo Lombardo, e che il Governo di V. M. ne sarà franco e geloso custode.
Accogliete, o Sire, i voti riverenti del popolo Lombardo, e consentite che noi, in occasione così solenne, vi soggiungiamo esultanti la significazione della comune fiducia.»
(Delegazione lombarda al re Carlo Alberto)
(Risposta del re alla delegazione)
L'annessione fu formalizzata dal parlamento piemontese con leggi dell'11 luglio e del 27 luglio, contenenti indicazioni per la formazione di un'assemblea costituente del nuovo regno.
Gli effetti del plebiscito furono provvisoriamente resi nulli dalla sconfitta piemontese tra luglio e agosto 1848 ad opera dell'esercito austriaco del feldmaresciallo Radetzky con ritiro dai territori lombardi.

## La riannessione nel 1859
Alla fine di maggio del 1859, prima dell'ingresso delle truppe a Milano, i comuni di Como e Lecco votarono spontaneamente per l'annessione dei loro territorio al Regno di Sardegna; nei giorni successivi in altri comuni i consigli comunali votarono per ribadire la validità dell'annessione del 1848.
Il Regno di Sardegna non organizzò un plebiscito ufficiale, ritenendo valido quanto già stabilito nel 1848; come indicato da Vittorio Emanuele II, «i vostri voti raffermano l'unione con il mio regno».